# 陈子展
陈子展（1898年4月14日—1990年），名炳堃，字子展，以字行，号楚狂、楚狂老人，湖南长沙人，中国作家、学者，九三学社社员。

## 生平
1898年出生于湖南省长沙县青峰山村一户农民家庭。幼年就读于私塾，后入长沙县立师范学校，毕业后任小学教师。五四运动后，陈曾在湖南多所中学及湖南省立第一师范学校任教。1927年“马日事变”后遭到通缉而携家属逃往上海，后应田汉之邀入南国艺术学院任教授。1932年开始担任复旦大学中文系教授，1937年开始兼任中文系主任。1950年，卸任系主任一职，后一直担任复旦大学中文系教授直至1990年因病去世。

## 成就与著作
陈子展早年大部分时间从事杂文写作，其杂文大多短小精悍、泼辣尖锐、刺中时弊。陈亦是中国现代最早重视近代文学研究的学者之一，曾出版过《中国近代文学之变迁》和《最近三十年中国文学史》。中年及晚年主要从事《诗经》与《楚辞》研究。
著有专著《楚辞解题》《唐宋文学史》《诗经直解》《楚辞直解》（13卷）等。